# Medizinische und Pharmazeutische Universität Carol Davila

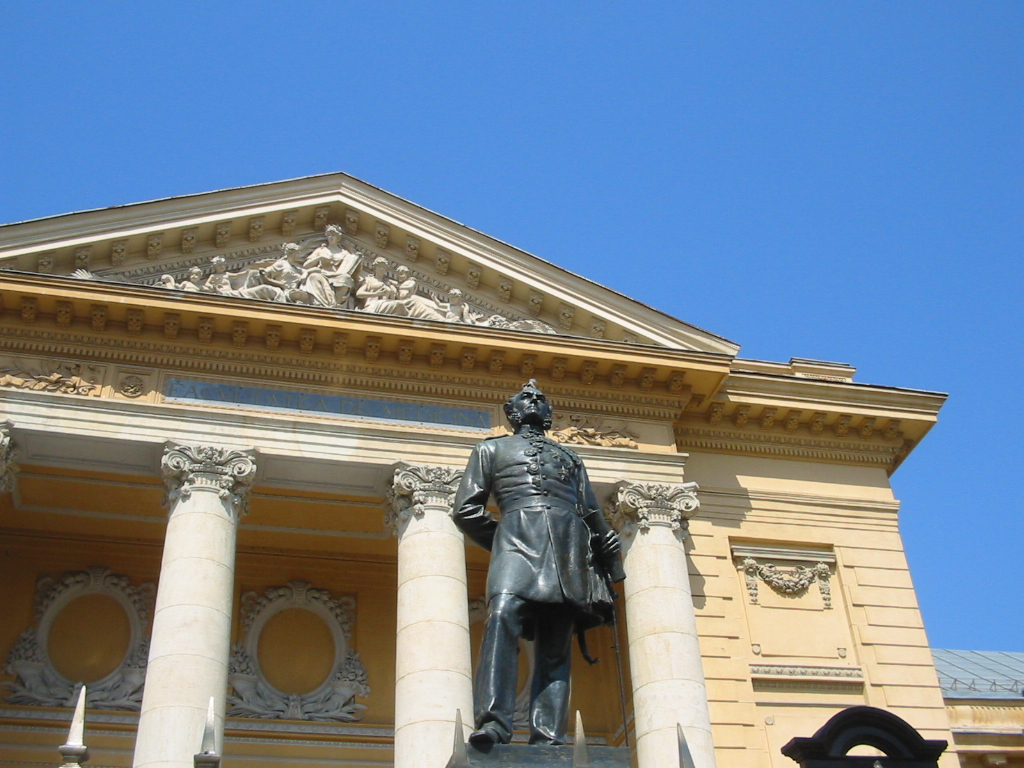
Hauptgebäude der Uni mit Standbild von C. Davila

Die Medizinische und Pharmazeutische Universität Carol Davila (rumän.: Universitatea de Medicina si Farmacie „Carol Davila“) wurde 1857 von Carol Davila, dem Begründer des modernen rumänischen Gesundheitssystems, als Nationalschule für Medizin und Chirurgie gegründet. Im Laufe der Zeit entwickelte sie sich als Teil der Universität Bukarest. Im Zuge der Bildungsreform von 1948 wurde das damalige „Carol Davila-Institut für Medizin und Pharmazie“ zu einer staatlichen Universität für Medizin und Pharmazie ernannt.

## Fakultäten
- Fakultät für Medizin
- Fakultät für Pharmazie
- Fakultät für Zahnmedizin